# 21:00 Eros Live World Tour 2009/2010
| Críticas profissionais | Críticas profissionais |
| Avaliações da crítica  | Avaliações da crítica  |
| Fonte                  | Avaliação              |
| ---------------------- | ---------------------- |
| AllMusic               | 4 de 5 estrelas.       |

21:00 Eros Live World Tour 2009/2010 é um álbum ao vivo do cantor e compositor italiano Ramazzotti|Eros Ramazzotti. Lançado em 2010, o CD traz algumas das músicas mais conhecidas da sua carreira. Foi gravado durante o concerto em Milano, entre os dias 4 e 5 de dezembro de 2009.

## Faixas
| CD 1 |                           |         |  |
| N.º  | Título                    | Duração |  |
| 1.   | "Appunti e note"          | 4:29    |  |
| 2.   | "Dove c'è musica"         | 4:47    |  |
| 3.   | "Un attimo di pace"       | 4:49    |  |
| 4.   | "Quanto amore sei"        | 4:05    |  |
| 5.   | "Stella gemella"          | 4:49    |  |
| 6.   | "Terra promessa"          | 3:26    |  |
| 7.   | "Una storia importante"   | 2:09    |  |
| 8.   | "Adesso tu"               | 2:13    |  |
| 9.   | "Se bastasse una canzone" | 5:54    |  |
| 10.  | "Bucaneve"                | 4:18    |  |
| 11.  | "Favola"                  | 5:57    |  |
| 12.  | "Un'emozione per sempre"  | 4:24    |  |
| 13.  | "I Belong to You"         | 4:43    |  |

| CD 2 |                       |         |  |
| N.º  | Título                | Duração |  |
| 1.   | "Musica è"            | 7:06    |  |
| 2.   | "Amore contro"        | 3:02    |  |
| 3.   | "Un'altra te"         | 3:22    |  |
| 4.   | "L'aurora"            | 4:02    |  |
| 5.   | "Per me per sempre"   | 3:31    |  |
| 6.   | "L'orizzonte"         | 3:42    |  |
| 7.   | "Controvento"         | 4:23    |  |
| 8.   | "Il cammino"          | 3:44    |  |
| 9.   | "L'ombra del gigante" | 4:59    |  |
| 10.  | "Cose della vita"     | 4:48    |  |
| 11.  | "Questo immenso show" | 5:02    |  |
| 12.  | "Parla con me"        | 4:09    |  |
| 13.  | "Più bella cosa"      | 5:00    |  |

## Banda
- Eros Ramazzotti: voz
- Michael Landau: guitarra
- Reggie Hamilton: baixo
- Gary Novak: bateria
- Nicola Peruch: teclados
- Claudio Guidetti: guitarra e violão
- Luca Scarpa: piano, teclados e órgão Hammond
- Everette Harp: sax
- Sara Bellantoni, Chiara Vergati e Romina Falconi: backing = vocals

## Paradas
| Paradas (2009)                  | Melhor posição |
| ------------------------------- | -------------- |
| Austrian Albums Chart           | 51             |
| Belgium (Flanders) Albums Chart | 83             |
| Belgium (Wallonia) Albums Chart | 83             |
| French Albums Chart             | 181            |
| German Albums Chart             | 100            |
| Greek Albums Chart              | 24             |
| Italian Albums Chart            | 3              |
| Swiss Albums Chart              | 50             |